# Dorothy Janis
Dorothy Penelope Janis (Dallas, 19 febbraio 1912 – Paradise Valley, 10 marzo 2010) è stata un'attrice statunitense.

## Biografia

### Origini e inizi
Nata a Dallas il 19 febbraio 1912, anche se alcune fonti indicano come anno di nascita il 1910, nel suo necrologio i familiari affermarono che l'attrice avesse 98 anni. Nel 1927 la quindicenne Dorothy, studentessa delle scuole superiori, si recò negli studi della Fox Film Corporation in visita ad una cugino che lavorava nel cinema come comparsa. La bellezza dell'adolescente venne notata immediatamente e le venne chiesto di sottoporsi ad un provino.

### La carriera
Ebbe una breve carriera cinematografica, recitando in cinque film in un paio d'anni per ritirarsi a vita privata prima dei vent'anni. Nel 1928 interpretò il ruolo di una pellerossa in Kit Carson (regia di Lloyd Ingraham e Alfred L. Werker), un b-movie western. L'ufficio stampa della Metro-Goldwyn-Mayer la rilanciò con una campagna pubblicitaria presentandola come una diciottenne discendente della tribù dei Cherokee. In realtà, Dorothy non aveva né origini pellirossa né 18 anni.
Nel 1929 venne distribuito il film L'isola del sole (The Pagan, regia di W. S. Van Dyke), con Ramón Novarro e Renée Adorée, la storia del contrastato amore tra una ragazza cristiana, Tito (Janis), ed un giovane pagano, Henry Shoesmith (Novarro), figlio di un inglese e di un'indigena.
Nel 1930 uscì l'unico film sonoro della Janis, Lummox (regia di Herbert Brenon), ultimo della sua carriera ad essere distribuito. Nel cast figurarono anche William S. Hart, Winifred Westover, Ben Lyon e William Collier Jr.. Il film non riscosse successo.
Il film successivo di Janis, The White Captive (regia di Harry Garson), non venne mai completato e la moglie del tecnico Sidney Desmond Lund la denunciò accusandola di aver avuto una relazione con lui durante le riprese in Asia, chiedendo venticinquemila dollari di risarcimento per danni morali. La denuncia della moglie di Lund fece scalpore, danneggiando l'immagine di Dorothy. In seguito la donna lasciò cadere la denuncia.

### Vita privata
Si sposò il 21 marzo del 1932, appena ventenne, con il noto direttore d'orchestra Wayne King, soprannominato "il re dei Valzer", da cui ebbe due figli, Penelope e Wayne. Il matrimonio durò fino alla morte di lui, avvenuta il 16 luglio 1985.
Trascorse il resto della sua vita a Paradise Valley, in Arizona, dove morì il 10 marzo 2010, all'età di 98 anni. Per sua volontà venne sepolta insieme all'urna contenente le ceneri del marito nel cimitero della Chiesa Episcopale di Tutti i Santi di Phoenix (Arizona).

## Filmografia
- Camille of the Barbary Coast, regia di Hugh Dierker (1925)
- The Green Archer, regia di Spencer Gordon Bennet, (1925)
- Kit Carson, regia di Lloyd Ingraham e Alfred L. Werker (1928)
- Fleetwing, regia di Lambert Hillyer (1928)
- Ombre bianche (White Shadows in the South Seas), regia di W. S. Van Dyke (1928)
- The Overland Telegraph, regia di John Waters (1929)
- L'isola del sole (The Pagan), regia di W. S. Van Dyke (1929)
- Lummox, regia di Herbert Brenon (1930)